# January Jones

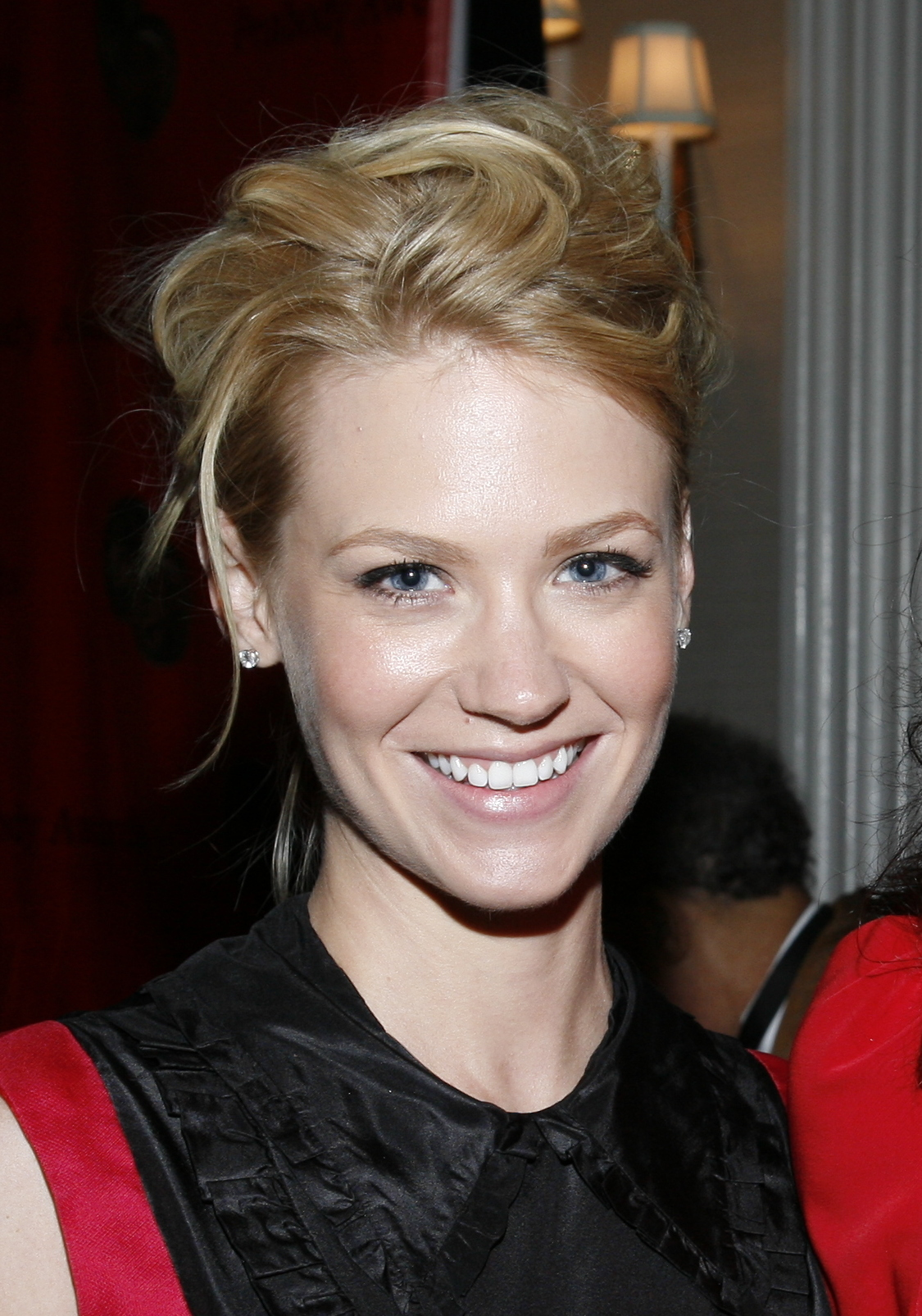
January Jones (2008)

January Kristen Jones (* 5. Januar 1978 in Sioux Falls, South Dakota) ist eine US-amerikanische Schauspielerin und ein ehemaliges Model. Bekannt wurde sie durch ihre Rollen in der Fernsehserie Mad Men und der Teenie-Komödie American Pie – Jetzt wird geheiratet.

## Leben und Karriere
January Jones ist benannt nach der Figur der „January Wayne“ aus dem Roman Einmal ist nicht genug von Jacqueline Susann.
Mit 18 Jahren zog sie nach New York, um zu modeln.
Sie hatte Nebenrollen in Filmen wie Tatsächlich… Liebe (2003), Die Wutprobe (2003) oder Dirty Dancing 2. 2005 spielte sie unter der Regie von Tommy Lee Jones eine der Hauptrollen in dem Film Three Burials – Die drei Begräbnisse des Melquiades Estrada. 2008 erhielt sie für den Part der Ehefrau von Don Draper, gespielt von Jon Hamm, in der Fernsehserie Mad Men eine Nominierung für einen Golden Globe.
Am 13. September 2011 brachte January Jones in Santa Monica, Kalifornien, einen Sohn zur Welt.

## Filmografie (Auswahl)
Filme
- 2001: The Glass House
- 2001: Banditen! (Bandits)
- 2002: Voll Frontal (Full Frontal)
- 2002: Taboo – Das Spiel zum Tod (Taboo)
- 2003: Tatsächlich… Liebe (Love Actually)
- 2003: American Pie – Jetzt wird geheiratet (American Wedding)
- 2003: Die Wutprobe (Anger Management)
- 2004: Liebe trägt durch (Loves enduring promise)
- 2004: Dirty Dancing 2 (Dirty Dancing: Havana Nights)
- 2005: Three Burials – Die drei Begräbnisse des Melquiades Estrada (The Three Burials of Melquiades Estrada)
- 2006: Sie waren Helden (We Are Marshall)
- 2009: Radio Rock Revolution (The Boat That Rocked)
- 2011: Unknown Identity (Unknown)
- 2011: X-Men: Erste Entscheidung (X-Men: First Class)
- 2011: Pakt der Rache (Seeking Justice)
- 2013: Sweetwater – Rache ist süß (Sweet Vengeance)
- 2014: Good Kill – Tod aus der Luft (Good Kill)
- 2023: God Is a Bullet

Fernsehserien
- 2004: Huff – Reif für die Couch (Huff, 2 Folgen)
- 2007–2015: Mad Men (68 Folgen)
- 2008: Law & Order (Folge 18x07:  Die Unschuld bin ich)
- 2015–2018: The Last Man on Earth (63 Folgen)
- 2019: The Politician (3 Folgen)
- 2020: Spinning Out (10 Folgen)